# Melinoides albarita
Melinoides albarita là một loài bướm đêm trong họ Geometridae.